# Megascapheus bulbivorus
Megascapheus bulbivorus is een zoogdier uit de familie van de goffers (Geomyidae). De wetenschappelijke naam van de soort werd voor het eerst geldig gepubliceerd door Richardson in 1829.